# Ханс Гал
Ханс Гал (Брун ам Гебирге, 5. август 1890 — 3. октобар 1987) био је аустријско-британски композитор, учитељ и аутор.

## Биографија
Рођен је 5. августа 1890. у Брун ам Гебиpге, у јеврејској породици, као син лекара Јосефа Гала. Године 1909. његов учитељ клавира Ричард Роберт (који је такође предавао Рудолфу Серкину) именовао је Гала за учитеља када је постао директор новог бечког конзерваторијума. Од 1909. до 1913. године, Гал је студирао историју музике на Универзитету у Бечу код историчара музике Гвида Адлера, који је објавио Галову докторску дисертацију о стилу Лудвига ван Бетовена у свом Studien zur Musikwissenschaft. Од 1909. до 1911. године, Гал је похађао приватне часове композиције код блиског пријатеља Јоханеса Брамса, са којим је касније уредио десет томова комплетног издања Брамсових дела у издању Breitkopf & Härtel 1926. године. Професор му је постао „духовни отац”.
Године 1915. био је први добитник нове аустријске државне награде за своју прву симфонију, мада је касније одбацио ово дело и његове наследнике, као и велики број до тада компонованих дела. Током Првог светског рата службовао је у Србији, Карпатима и Италији. Из рата се вратио са завршеном опером Der Arzt der Sobeide, која је изведена у Вроцлаву 1919. године под диригентским водством Јулијуса Прувера.
После Првог светског рата политичка ситуација у Аустрији била је изузетно тешка, погоршана одбеглом инфлацијом. Гал је именован за (у почетку неплаћено) место лектора за теорију музике на Универзитету у Бечу (место које је некада заузимао Антон Брукнер). Упркос финансијским потешкоћама, оженио се Ханом Шик. Његова друга опера, Die heilige Ente, премијерно је изведена у Диселдорфу априла 1923. и изведена је са континуираним успехом у 20 позоришта. Заједно са његовом трећом опером Das Lied der Nacht успоставила је његову ширу репутацију. Године 1928. освојио је стогодишњу награду Columbia Schubert за своју Sinfonietta, а касније је вратио своју прву симфонију. Следеће године, уз подршку музичара као што су Вилхелм Фуртванглер, Фриц Буш и Рихард Штраус, именован је за директора конзерваторијума у Мајнцу. Следеће три године биле су међу најсрећнијим и најпродуктивнијим у његовом животу.

### Други светски рат и каснији живот
Успон националсоцијалистичке немачке радничке партије нагло је прекинула Галову каријеру у Мајнцу због његовог јеврејског порекла. Када су нацисти преузели Мајнц у марту 1933. године, одмах је отпуштен са своје функције, а извођење и објављивање његових дела у Немачкој било је забрањено. Његова четврта опера, Die beiden Klaas, која је требала имати двоструку премијеру у Дрездену и Хамбургу, отказана је и комад није изведен све док превод на енглеском језику није представила опера Јорк 1990. Он и његова породица вратили су се у Беч, али тамо је већ била очигледна сенка немачког рајха и он није нашао стални положај.
Одмах после Аншлуса 1938. године, Гал је побегао у Лондон, са намером да емигрира у Сједињене Америчке Државе, али остао је у Британији, где је упознао музичара и научника Доналда Франсиса Товија, који га је позвао да дође у Единбург, где је Тове предавао на универзитету. Није било сталних полова за професоре, али Тови му је нашао посао крајем 1938. године, а када је избио рат 1939. Гала су трајно пребацили у Единбург. Године 1940. интерниран је као непријатељ у кампу близу Ливерпула и централног кампа у Дагласу, острво Мен, од маја до септембра.
Након пуштања вратио се у Единбург, где је остао до краја живота. Компоновао је све време, објављујући своју другу симфонију 1942. Постао је предавач музичког образовања на Универзитету у Единбургу 1945. године, где је предавао до пензионисања 1960.
У Единбургу је био уважени члан локалне музичке сцене и један од оснивача Међународног фестивала у Единбургу 1947. године. Његова каснија одликовања укључују Велику аустријску државну награду за музику (1957), именовање за официра реда Британског царства (1964) и аустријски крст части за науку и уметност, 1. класа (1971).
Преминуо је у Единбургу 3. октобра 1987.

## Музика
Галов стил је укорењен у аустријско-немачкој музичкој традицији, али од раних 1920-их развио је свој музички језик, којем је остао веран током своје дуге каријере. Никада није следио преовлађујућу моду, нити је напустио веру у важност тоналитета. Иако се његов стил не може извести ни из једног утицаја, ипак се могу идентификовати одређени афинитети, посебно са бечким композиторима из 18. века чија су бистрина, пластичност и разиграни хумор основни састојци. Његова дела комбинују романтични интензитет са емоционалном уздржаношћу, а хроматске хармоније и проширени тоналитет предсеријских раних модерних са Шубертовом љубављу према мелодији, интегрисаном у вишегласну текстуру која потиче из његовог целоживотног ангажмана са делима Јохана Себастијана Баха. Његов рад је био значајан: преко 150 објављених дела у готово свим жанровима, укључујући, поред његове четири опере, четири симфоније, четири гудачка квартета, две велике кантате са оркестром, друга оркестрална дела, камерну музику, сетове 24 прелудија и 24 фуге за клавир и вокална дела разних врста.

### Послератно занемаривање
Галова музика наставила је редовно да се концертира у годинама непосредно после Другог светског рата захваљујући заступању колега попут Рудолфа Шварца и Ота Шмитгена. Како су године пролазиле, а Галови адвокати престали да раде, његова музика је готово потпуно занемарена. Овај процес је убрзан променом програмске политике BBC-а: од 1960-их надаље, национални емитер је изричито фаворизовао музику из авангардних или додекафонијских школа.

### Препород 21. века
Почетком 21. века заживело је интересовање за Галову музику. Дискографија сада укључује четири симфоније (Кенет Вудс и Оркестар лабуда), комплетну клавирску музику (Леон Макаоли), комплетне гудачке триосе, концерте и концертино за виолину, виолончело и клавир (солисти Анет-Барбара Вогел, Метју Шарп и Сара Бет Бригс са диригентом Кенетом Вудсом, енглеским симфонијским оркестром и краљевском северном синфонијом), концерт за виолончело (Антонио Менесес) и комплетни гудачки квартети (единбуршки квартет), као и низ камерних дела. Недавна издања укључују прву од Галових опера, Das Lied der Nacht. Гал је био композитор недеље BBC Радија 3, маја 2014.

## Књиге
- Anleitung zum Partiturlesen. Vienna: Philharmonischer Verlag, 1923. Енглеско издање: Directions for Score Reading. Лондон, 1924.
- The Golden Age of Vienna. Лондон, 1948.
- Johannes Brahms. Werk und Persönlichkeit. Франкфурт на Мајни: 2. изд. 1980. Енглеско издање: Brahms: his Work and Personality. Њујорк: Knopf, 1963, Лондон: Severn House, 1975.
- Richard Wagner. Versuch einer Würdigung. Франкфурт на Мајни: Fischer, 1963. Енглеско издање: Richard Wagner. Лондон: Gollancz, Њујорк: Stein & Day, 1976.
- The Musician's World. Great Musicians in their Letters. Лондон: Thames & Hudson, 1965.
- Franz Schubert oder die Melodie. Frankfurt am Main: Fischer, 1970. Енглеско издање: Franz Schubert and the Essence of Melody. Лондон: Gollancz, 1974.
- Drei Meister – drei Welten. Brahms, Wagner, Verdi. Франкфурт на Мајни: Fischer, 1975.
- Brahms: Briefe. Hans Gál. Франкфурт на Мајни: Fischer, 1979.
- Schumann Orchestral Music. Лондон: BBC, 1979.
- Giuseppe Verdi und die Oper. Франкфурт на Мајни: Fischer, 1982.
- Musik hinter Stacheldraht Берн: Peter Lang, 2003.

## Радови

### Опере
- Op. 4 Der Arzt der Sobeide (Sobeide's Doctor) (1917–18)
- Op. 15 Die heilige Ente (The Sacred Duck) (1920–1)
- Op. 23 Das Lied der Nacht (The Song of the Night) (1924–5)
- Op. 42 Die beiden Klaas (Rich Claus, Poor Claus) (1932–3)

### Оркестрална дела
- Op. 3b Serbische Weisen (1937)
- Op. 20 Ouvertüre zu einem Puppenspiel (1923)
- Op. 30 Symphony No. 1 in D major (1927)
- Op. 36 Ballet Suite Scaramuccio (1929)
- Op. 38 Der Zauberspiegel. (1930)
- Op. 42b Burleske, Die beiden Klaas(1933)
- Op. 45 A Pickwickian Overture (1939–44)
- Op. 46 Serenade for string orchestra (1937)
- Op. 48 Lilliburlero. Improvisations on a martial melody (1945)
- Op. 53 Symphony No. 2 in F major (1942–3)
- Op. 54 Kaledonische Suite. (1949)
- Op. 62 Symphony No. 3 in A major (1951–2)
- Op. 66 Biedermeiertänze (1954)
- Op. 69 Mäander (1954–5)
- Op. 73 Music for String Orchestra (1957)
- Op. 79 Idyllikon мали оркестар (1958–9)
- Op. 81 Sinfonietta No. 1 мандолински оркестар, гитара и бас (1961)
- Op. 86 Sinfonietta No. 2 мандолински оркестар (1966)
- Op. 100 Triptych оркестар (1970)
- Op. 105 Symphony No. 4, симфонија концертанте за флауту, кларинет, виолину, виолончело и оркестар (1974)
- Promenadenmusik војни оркестар (1926)
- Capriccio мандолински оркестар (1973)
- Hugo Wolf: Corregidor, свита за оркестар

### Концерти
- Оп. 39 концерт за виолину и мали оркестар (1932)
- Оп. 43 концертино за клавир и гудачки оркестар (1934)
- Оп. 52 концертино за виолину и гудачки оркестар (1939)
- Оп. 55 концертино за оргуље и гудачки оркестар (1948)
- Оп. 57 концерт за клавир и оркестар (1948)
- Оп. 67 концерт за виолончело и оркестар (1944–49)
- Оп. 82 концертино за диктафон високих тонова/флаута и гудачки квартет
- Оп. 87 концертино за виолончело и гудачки оркестар (1966)
- Оп. 102а виола и клавир или оркестар (1949–50)
- Оп. 105 симфонија бр. 4 Sinfonia concertante за флауту, кларинет, виолину, виолончело и оркестар (1974)

### Ради за соло инструмент са или без тастатуре
- Оп. 6 свита за виолончело и клавир (1919)
- Оп. 17 соната у С-молу за виолину и клавир (1920)
- Оп. 56 свита за виолину и клавир (1942)
- Оп. 56а мандолина и клавир (1935)
- Оп. 71 три сонатине за виолину и клавир (1956–7)
- Оп. 84 соната за кларинет и клавир (1964)
- Оп. 85 соната за обој и клавир (1965)
- Оп. 89 соната за виолончело и клавир (1953)
- Оп. 101 соната у А-дуру за виолу и клавир (1941)
- Оп. 102а саксофон и клавир или оркестар (1949–50)
- Оп. 103 високи тон, флаута и чембало, клавир (1974)
- Оп. 109а соната за соло виолончело (1982)
- Оп. 109б соло виолончело (1982)
- Соната за виолину и клавир (1933)
- Две шкотске рапсодије за виолончело и клавир (1960)

### Камерна музика за гудаче
- Оп. 10 пет интермеца за гудачки квартет (1914)
- Оп. 16 гудачки квартет I Ф-мол (1916)
- Оп. 35 Гудачки квартет II у А-молу (1929)
- Оп. 41 серенада за виолину, виолу и виолончело (1932)
- Оп. 60б импровизација, варијације и финале на Моцартову тему за гудачки квартет (1934)
- Оп. 90 (2) дивертименто за виолину и виолончело (1967)
- Оп. 90 (3) дивертименто за виолину и виолу (1969)
- Оп. 95 гудачки квартет III (1969)
- Оп. 99 гудачки квартет IV (1970)
- Оп. 104 Трио у Ф-молу за виолину, виолу и виолончело (1971)

### Остала камерна музика
- Op. 9 Variationen über eine Wiener Heurigenmelodie за виолину, виолончело и клавир (1914)
- Op. 13 Piano Quartet (B-flat major) (1914)
- Op. 18 Piano Trio (E major). For Violin, Cello and Piano (1923)
- Op. 22 Divertimento for Flute, Oboe, two Clarinets, Trumpet, two Horns and Bassoon (1924)
- Op. 49a Little Suite for 2 violins and cello (piano ad lib.) (1947–8)
- Op. 49b Trio for violin (flute, oboe), cello and piano (1949)
- Op. 59a Sonatina for 2 mandolins (1952)
- Op. 59b Suite for 3 mandolins (1952)
- Op. 60 Improvisation, Variations and Finale on a theme by Mozart for mandolin, violin, viola and liuto (1934)
- Op. 68a Suite for recorder and violin (1964–5)
- Op. 68b Six two-part inventions for descant and treble recorder (1957)
- Op. 68c Divertimento for 2 treble recorders and guitar (1957)
- Op. 78 Quartettino for recorder quartet (2 descant, treble (or tenor), tenor (or bass) (1960)
- Op. 80 Divertimento for mandolin with harp or piano (1957)
- Op. 80b Divertimento for flute, viola and harp. (1967)
- Op. 82 Concertino for treble recorder (flute) and string quartet (1961)
- Op. 88 Trio-Serenade for treble recorder/flute, violin and cello (1966)
- Op. 90(1) Divertimento for bassoon and cello (1958)
- Op. 92 Huyton Suite for flute and 2 violins (1940)
- Op. 93 Serenade for clarinet, violin and cello (1935)
- Op. 94 Trio for oboe, violin and viola (1941)
- Op. 96 Sonata for two violins and piano (1941)
- Op. 97 Trio for violin, clarinet and piano (1950)
- Op. 98 Divertimento for three recorders (1970)
- Op. 107 Quintet for clarinet and string quartet (1977)
- Quartet in A for violin, viola, violoncello and piano (left hand) for Paul Wittgenstein (1926)

### Вокални радови - соло
- Op. 21 Zwei geistliche Gesänge (Two sacred songs) for soprano, organ and viola da gamba or cello (1923)
- Op. 33 Five songs for middle voice and piano (or harp nos. 4 & 5) (1917–21)
- Op. 44 Nachtmusik (Night Music) for soprano solo, male voices (TTBB), flute, cello and piano (Grimmelshausen) (1933)

### Вокални радови - мешовити
- Op. 19 Motette (Motet) for mixed choir (SSAATTBB) a cappella (1914)
- Op. 26 Requiem for Mignon for baritone, 2 choirs (SA, SATB), organ and orchestra (1922)
- Op. 27 Epigrams 5 madrigals for mixed choir (8 parts) a cappella (1926)
- Op. 37 Drei Gesänge (Three songs) for mixed choir a cappella (1929–30)
- Op. 50 De Profundis cantata to German barock poems, for four soloists (SATB), mixed choir and orchestra (1936–7)
- Op. 51 Four Madrigals to Elizabethan poems for mixed choir (SATB) a cappella (Nos.1, 2, 3 also for female choir a cappella Op. 51a) (1939)
- Op. 61 Four part-songs for mixed choir a cappella (1953)
- Op. 70 Lebenskreise (Life Cycles). Symphonic cantata to poems by Hölderlin and Goethe, for 4 soloists, mixed choir and orchestra (1955)
- Four British folk-songs arr. for mixed choir (SATB) a cappella (English/German)

### Вокална дела - женски хор
- Op. 1 Von ewiger Freude (Of Eternal Joy) cantata for four female voices and double female choir, with organ and two harps (1912)
- Op. 2 Vom Bäumlein, das andere Blätter hat gewollt (The Tree that Wanted Different Leaves) (Friedrich Rückert) for alto solo, six-part female choir and small orchestra (1916)
- Op. 5 Phantasien (Fantasies): three songs to poems by Rabindranath Tagore for alto solo, female choir, clarinet, horn, harp (piano) and string quartet (string orchestra) (1919)
- Op. 12 Three Songs for 3- and 4-part women's choir with Piano (1910–13)
- Op. 25 Herbstlieder (Autumn Songs) five songs for 4-part women's choir (SSAA) a cappella (1918–25)
- Op. 31 Three Songs to poems by R.M.Rilke for three female voices or 3-part women's choir with piano (1928)
- Op. 47 Summer Idylls (Stille Lieder) four songs for women's choir a cappella (1935)
- Op. 75 Jugendlieder (Songs of Youth) five songs for female voices a cappella (1959)
- Op. 76 A Clarion Call for double female choir a cappella (1959)
- Op. 77 Of a Summer Day lyrical suite for 3-part female choir with (mezzo)soprano solo and string orchestra (1951)

### Вокална дела - мушки хор
- Op. 11 Three Songs for 3- and 4-part Male-Voice Choir with piano (or small orchestra) (1910–11)
- Op. 34 Drei Porträtstudien (Three Portrait Studies). (Wilhelm Busch). For 4-part male voice choir with piano (1929)
- Op. 40 Three Idylls (Wilhelm Busch). For 4-part male-voice choir (TTBB) with piano (1934)
- Op. 44 Nachtmusik (Night Music). (Grimmelshausen). For soprano solo, male voices (TTBB), flute, cello and piano (1933)
- Op. 63 Two songs for 4-part male-voice choir a cappella (1954)
- Op. 72 Satirikon four aphorisms for 4 male voices (TTBB) a cappella (1937–58)
- Op. 91 Spätlese six songs for male-voice choir (TTBB) a cappella (1966/67)
- Drei deutsche Volkslieder (Three German folksongs) arr. for male-voice choir (TTBB) a cappella

### Инструменти са диркама
- Op. 3 Serbische Weisen (Serbian Dances) for piano duet (4 hands) (1916)
- Op. 7 Drei Skizzen (Three sketches) for piano (1910–11)
- Op. 24 Suite for piano (1922)
- Op. 28 Sonata for piano (1927)
- Op. 29 Toccata for organ (1928)
- Op. 43 Concertino for piano and string orchestra (1934)
- Op. 55 Concertino for organ and string orchestra (1948)
- Op. 57 Concerto for piano and orchestra (1948)
- Op. 58 Two Sonatinas for piano (1951, 1949)
- Op. 64 Three Small Pieces for piano (1933)
- Op. 65 Three Preludes for piano (1944)
- Op. 74 Drei Marionetten (Three Marionettes)
- Op. 83 Twenty-four Preludes for piano (1960)
- Op. 108 Twenty-four Fugues for piano (1979–80)
- A Pastoral Tune for piano (6 hands) (1953–54)
- Kleine Suite (Little Suite) for harpsichord or piano (1962)
- Phantasia, Arioso and Capriccio for organ
- Prelude and Fugue in A-flat for organ
- Three Impromptus for two pianos (1940)

### Диктафон
- Op. 68a Suite for recorder and violin (1954–5)
- Op. 68b Six two-part inventions for descant and treble recorder (1957)
- Op. 68c Divertimento for 2 treble recorders and guitar (1957)
- Op. 78 Quartettino for recorder quartet: 2 descant, treble (or tenor), tenor (or bass) (1960)
- Op. 82 Concertino for treble recorder/flute and string quartet (string orchestra or piano) (1961)
- Op. 88 Trio-Serenade for treble recorder/flute, violin and cello (1966)
- Op. 98 Divertimento for 3 recorders (descant, treble and tenor) (1970)
- Op. 103 Three Intermezzi for treble recorder/flute and harpsichord or piano (1974)
- Op. 110a Four Bagatelles for treble recorder solo (1983)
- Intrata Giocosa for descant, treble and tenor recorders, two violins and cello (double bass ad lib) (1958

### Мандолина
- Op. 56a Partita for mandolin and piano (1935)
- Op. 59a Sonatina for 2 mandolins (1952)
- Op. 59b Suite for 3 mandolins (1952)
- Op. 60 Improvisation, Variations and Finale on a theme by Mozart For mandolin, violin, viola and liuto (1934)
- Op. 66 Biedermeiertänze (Biedermeier Dances). Four pieces in 3/4 time for large mandolin orchestra (1954)
- Op. 80 Divertimento for mandolin and harp (1967)
- Op. 81 Sinfonietta No. 1 for mandolin orchestra, guitar & bass (1961)
- Op. 86 Sinfonietta No. 2 (E minor) for mandolin orchestra. (1966)
- Capriccio for mandolin orchestra (1973)
- Lyrical Suite for soprano solo, flute and string quartet (flute, mandolin and string trio) to Browning's Pippa Passes (1934)

## Снимци
Од раних 2000-их, Галова музика је почела да се снима у значајним размерама. Снимци снимљени током овог периода укључују сет од четири симфоније на етикети Avie, под диригентима Кенет Вудс и Томас Зехетмајр, као и снимке концерата и камерне музике.

### Одабрани снимци
- 24 Preludes for Piano op. 83, Aladár Rácz, Pan Classics PC510141, 2001
- Chamber Music for Clarinet (Clarinet Quintet op. 107, Trio for Violin, Clarinet and Piano, op. 97, Serenade for Clarinet, Violin and Cello, Op. 93), Shelley Levy, Ensemble Burletta, Toccata TOCC0377, 2016
- Chamber Music, Volume Three (Piano Quartet in B flat major, Op. 13, Three Sonatinas for violin and piano, Op. 71, Sonatina in F major) Cressida Nash, Katalin Kertész, Nichola Blakey, Sarah Beth Briggs, Toccata TOCC0433, 2018
- Complete Piano Duos Anthony Goldstone and Caroline Clemmow (Three marionettes Op. 74, Serbische Weisen Op. 3, Concertino Op. 43, Three Impromptus, A Pastoral Tune) Divine Art DDA25098, 2012
- Complete String Quartets (Quartet No.1 in F minor Op. 16, Quartet No. 4 Op. 99, Quartet no. 2 op 35, Quartet no. 3 op. 95, 5 Intermezzi op. 10, Improvisation, Variations and Finale on a theme by Mozart Op. 60b) Edinburgh Quartet, Meridian Records CDE 84530/1, 2005/2007
- Complete Works for Solo Piano; Leon McCawley (Three Sketches op. 7, Suite op. 24, Sonata op. 28, Two Sonatinas op. 58, Three Small Pieces op. 64, Three Preludes op.65, Twenty-four Preludes op. 83, Twenty-four Fugues op. 108) Avie AV2064, 2005
- Hans Gál & Edward Elgar: Cello Concertos (Gál: Cello Concerto, op.67; Elgar: Cello Concerto) Antonio Meneses, cello; Northern Sinfonia/Claudio Cruz; Avie AV2237, 2012
- Hans Gál & Franz Schubert: Kindred Spirits (Gál: Symphony No.1, op.30; Schubert: Symphony No.6 in C) Northern Sinfonia / Thomas Zehetmair; Avie AV2224, 2011
- Hans Gál & Franz Schubert: Kindred Spirits (Gál: Symphony No.2, op.53; Schubert: Symphony No. 9 (The Great)) Northern Sinfonia / Thomas Zehetmair; Avie AV2225, 2011
- Hans Gál & Hans Krása: Complete String Trios Ensemble Epomeo (Gál: Serenade Op.41 for violin, viola and cello; Gál:Trio in F sharp minor Op.104 for violin, viola and cello; Krása: Tanec (Dance) for violin, viola and cello; Krása: Passacaglia and Fuga for violin, viola and cello), Avie AV2259, 2012
- Hans Gál & Robert Schumann (Gál: Symphony No.1, op.30; Schumann: Symphony No.3) Orchestra of the Swan/Kenneth Woods; Avie AV2233, 2014
- Hans Gál & Robert Schumann (Gál: Symphony No.2, op.53; Schumann: Symphony No.3 Rhenish) Orchestra of the Swan/Kenneth Woods; Avie AV2232, 2013
- Hans Gál & Robert Schumann (Gál: Symphony No.3, op.62; Schumann: Symphony No.3 Rhenish) Orchestra of the Swan/Kenneth Woods; Avie AV2230, 2011
- Hans Gál & Robert Schumann (Gál: Symphony No.4, op.105 (Sinfonia concertante); Schumann: Symphony No.2, op.61) Orchestra of the Swan/Kenneth Woods; Avie AV2231, 2012
- Hans Gál & Wolfgang Amadeus Mozart (Gál Concerto for Piano and Orchestra Op.57; Mozart Piano Concerto no.22 in E flat K482) Sarah Beth Briggs (piano) Royal Northern Sinfonia/Kenneth Woods; Avie AV2358, 2016
- Hans Gal, Josef Kaminski and Leonard Bernstein: Works for Violin and Orchestra. (includes Gal's Concertino for violin and string orchestra, op.52). Erez Ofer (violin) Rundfunk-Sinfonieorchester Berlin/ Frank Beerman. Hanssler Classics HC19020, 2019.
- Modern Times (Songs by Franz Schreker, Hans Gál, Berthold Goldschmidt, Hanns Eisler, Erich Korngold, Alexander von Zemlinsky and Wilhelm Grosz) includes Gál Five Songs (op. 33); Christian Immler (baritone), Helmut Deutsch (piano); C-Avi-Music 8553229, 2011
- Music for Cello (Sonata for Solo Cello op. 109a; Suite for Solo Cello op. 109b; Sonata for Cello and Piano op. 89) Alfia Nakipbekova (cello), Jakob Fichert (piano); Toccata Classics TOCC0043, 2012
- Music for Viola (Suite Concertante for Viola and Orchestra, Op. 102a, Divertimento for Violin and Viola, Op. 90, No. 3, Sonata for Viola and Piano, Op. 101, Trio for Oboe, Violin and Viola, Op. 94,Hanna Pakkala, Ostrobothnian Chamber Orchestra, Toccata TOCC0535, 2019
- Orgelwerke/Organ Works (Concertino for organ op. 55, Toccata op. 29, 2 Sacred Songs op. 21, Prelude & Fugue, Phantasia Arioso & Capriccioso) István Mátyás (organ), Adrineh Simonian (soprano), David Pennetzdorfer (cello), Orchester Wiener Akadenie/Martin Haselböck; Membran NCA 60162, 2007
- Piano Trios (Piano Trio in E Major, op. 18; Variations on a Heurigen Melody, Op.9; Piano Trio in G Major, op. 49b) Doris Adam (piano), Karin Adam (violin), Christoph Stradner (cello); Camerata (Japan) CMCD-28149, 2008
- The Right Tempo (Three Intermezzos for Flute and Piano, op. 103; Sonata for Two Violins and Piano, op. 96, Three Sketches for Piano, op. 7, Huyton Suite for Flute and Two Violins, op. 92) Ulrike Anton (flute), Russell Ryan (piano), Cornelia Löscher (violin), Wolfhart Schuster (violin); Gramola (Vienna) 98896, 2010
- Through the Centuries (includes Gál's Divertimento for Violin and Viola op.90 no.3) Annette-Barbara Vogel (violin), Daniel Sweaney (viola) Blue Green Recording BGR269, 2013
- Violin Concerto, Violin Concertino, Triptych for Orchestra (Gál: Concerto for violin & small orchestra, op.39; Gál: Triptych: Three movements for orchestra, op. 100; Gál: Concertino for violin and string orchestra, op. 52) Annette-Barbara Vogel (violin), Northern Sinfonia/Kenneth Woods; Avie AV2146, 2010
- Violin Concerto & Violin Sonatas (Concerto for violin and small orchestra, op. 39, Sonata for Violin and Piano, op.17, Sonata for Violin and Piano in D (1933)) Thomas Albertus Irnberger (violin), Evgeni Sinaiski (piano); Israel Chamber Orchestra/Roberto Paternostro; Gramola (Vienna) 98921, 2011
- Works for Violin and Piano (Sonata in B flat minor, Op.17 (1920); Suite in G major Op.56 (1942); Sonata in D, op. posth. (1933)) Annette-Barbara Vogel (violin), Juhani Lagerspetz (piano); Avie AV2182, 2010